# 怪侠
《怪侠》（英語：The Magnificent Swordsman）是1968年上映的一部香港電影，由岳枫和程刚联合执导，葛瑞芬编剧，田丰等人出演。该电影主要讲述一个侠客与几个盗贼团的故事。

## 劇情簡介
江丹枫为了报仇，将盗贼团的成员杀死，不过盗贼团的首领却把遗物交给他，并让他转交给自己的妹妹。而在这之后，虽说江丹枫见到了其妹妹，但是妹妹却将江丹枫砍伤，并且在之后她自然是很后悔。
在这之后，另一个盗贼团决定入侵江丹枫所在的村子，而村子的存在为了不引起事端，于是给了盗贼团很多的钱，希望他们不要入侵这里，但是盗贼团的成员只是表面上答应了，而后，江丹枫自然是决定独自一人来应对盗贼团的入侵……

## 演员
- 田丰 金蛇鬼鞭 一聲雷
- 井淼 寨主 黃大霸
- 王光裕 根生
- 闵敏
- 吴玮
- 张照
- 赵雄
- 胡同
- 金军
- 何云
- 杜文波
- 张石庵
- 蓝伟烈
- 马影
- 郑康业
- 黄宗迅 怪俠 江丹楓
- 沈劳 村長
- 魏平澳
- 舒佩佩 秀秀
- 洪流
- 郝履仁
- 文秀
- 钱似莺
- 曾楚霖 狗頭軍師

## 備註
1. ↑  . 1972年.
2. ↑  . 1997年.
3. ↑  邱良. . 1995年.
4. ↑  . 2003年.
5. ↑  蘇濤. . 2021年.

## 相關連結
- 互联网电影数据库（IMDb）上《怪侠》的资料（英文）
- 豆瓣电影上《怪侠》的資料 （简体中文）
- 香港影庫上《怪侠》的資料（繁體中文）
- 爛番茄上《怪侠》的資料（英文）